# Catherine de Castille (1403-1439)
L'infante Catherine de Castille (1403-1439), duchesse de Villena, est par mariage infante d'Aragon et comtesse d'Alburquerque et d'Ampurias.
Catherine est le deuxième enfant du roi Henri III de Castille et de Catherine de Lancastre. En 1418, elle épouse son cousin l'infant Henri d'Aragon. Le mariage fait partie d'un accord par lequel le frère aîné d'Henri, Alphonse V d'Aragon, épouse la sœur aînée de Catherine, Marie de Castille, et par lequel la sœur d'Henri, Marie d'Aragon, épouse le frère de Catherine, le roi Jean II de Castille.
L'infante est forcée de suivre son mari en exil après qu'il a échoué à chasser du pouvoir le favori de son frère le roi de Castille, Álvaro de Luna, en 1420. 
Le couple ne reçoit la totalité de sa dot, dont le duché de Villena, qu'en 1427. Leur mariage est sans enfant et Catherine meurt des suites d'une fausse couche en 1439. Après sa mort, son frère confisque le duché.